# Altus (Oklahoma)
Altus is een plaats (city) in de Amerikaanse staat Oklahoma, en valt bestuurlijk gezien onder Jackson County.
Een belangrijke werkgever in de stad is de Altus Air Force Base, een vliegbasis van de United States Air Force die dient als opleidingsbasis voor militaire vrachtvliegtuigen en tankvliegtuigen.

## Demografie
Bij de volkstelling in 2000 werd het aantal inwoners vastgesteld op 21.447.
In 2006 is het aantal inwoners door het United States Census Bureau geschat op 19.525, een daling van 1922 (-9,0%).

## Geografie
Volgens het United States Census Bureau beslaat de plaats een oppervlakte van
44,1 km², waarvan 43,6 km² land en 0,5 km² water. Altus ligt op ongeveer 426 m boven zeeniveau.

## Plaatsen in de nabije omgeving
De onderstaande figuur toont nabijgelegen plaatsen in een straal van 20 km rond Altus.

## Geboren in Altus (OK)
- Moon Martin (1950-2020), singer-songwriter